# Paul Thomas (pornografi)
Paul Thomas, född 17 april 1947 som Philip Toubus, (har även använt sig av ett antal andra pseudonymer) är regissör, producent och skådespelare i pornografisk film. Han hade även en roll i Jesus Christ Superstar. Sedan 1974 har han varit aktiv inom porrbranschen. Under 1970-talet medverkade han i hundratals filmer, bland annat Baby Face (1977). Han medverkade i vissa incestrelaterade filmer på 1980-talet. 1982 dömdes han för kokainsmuggling och tillbragte ett år i fängelse. Den senaste filmen han regisserade kom ut 2005.